# لئو وینر

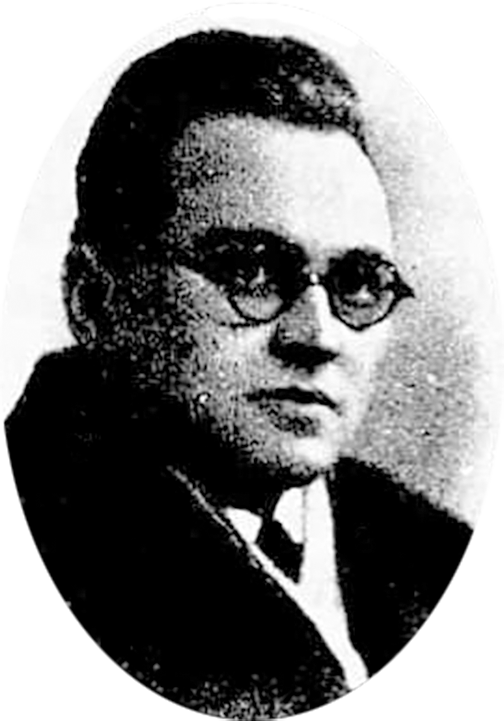
نگارهٔ لیو وینر، مورخ و زبان‌شناس آمریکایی

لیو وینر (به انگلیسی: Leo Wiener) (زاده:۱۸۶۲، درگذشت:۱۹۳۹) مورخ، نویسنده و زبان‌شناس آمریکایی بود. وی از جمله افراد قادر به تکلم به چندین زبان (بیش از ۲۰ زبان) بود. وی ضمن تدریس در کرسی فرهنگ اسلاوی در دانشگاه هاروارد، مترجم ۱۲ جلد از کتب تولستوی به انگلیسی بود.
وی همچنین کتابی تحت عنوان Africa and the discovery of America منتشر ساخت که طی به به تشریح نظریات خود پیرامون حضور مسلمان آفریقایی در آمریکا پیش از کریستف کلمب پرداخته‌است.